# Apollo et Hyacinthus

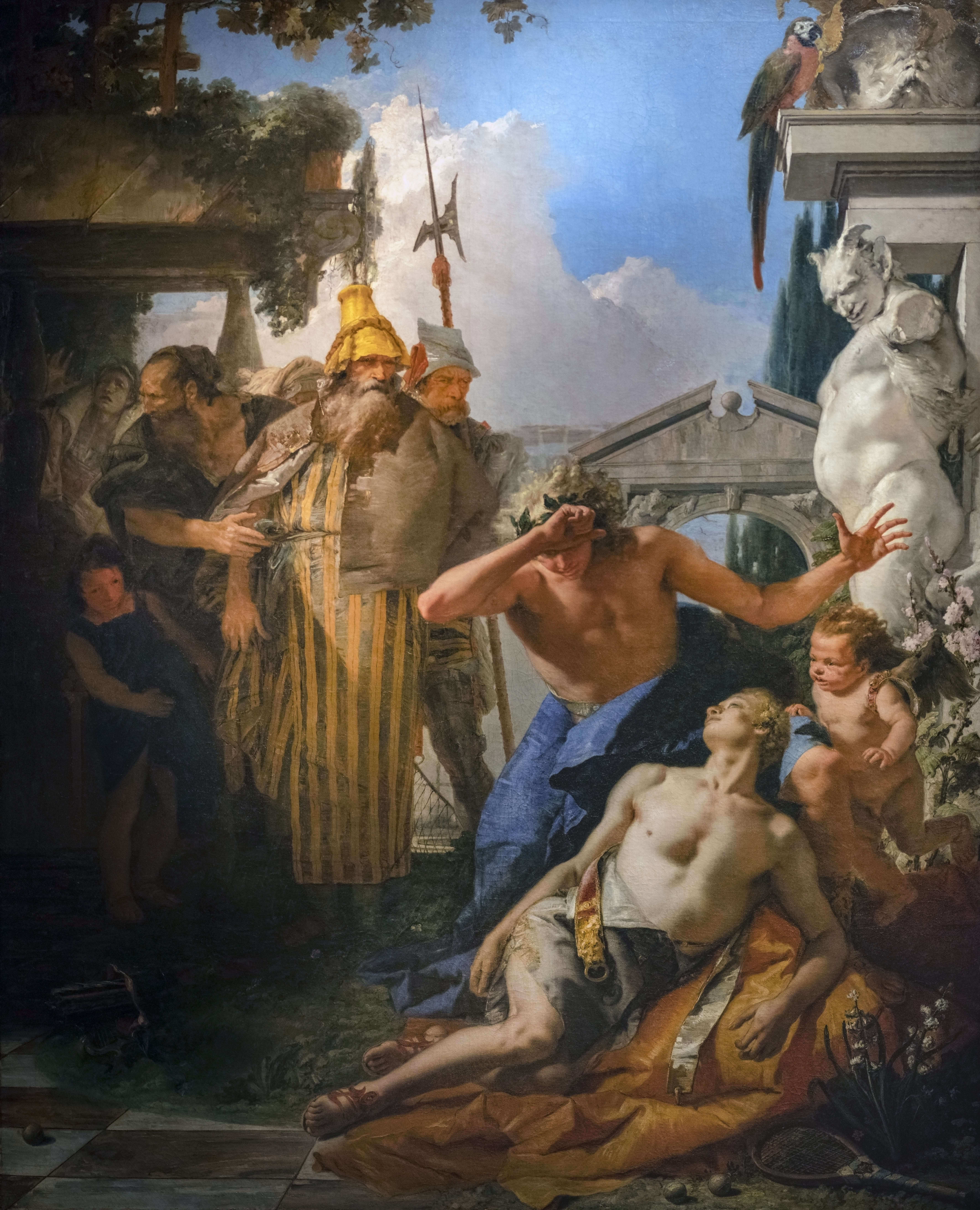
La muerte de Jacinto por Giovanni Battista Tiepolo.

Apollo et Hyacinthus seu Hyacinthi metamorphosis (Apolo y Jacinto o metamorfosis de Jacinto) es un intermedio en tres partes con música de Wolfgang Amadeus Mozart y libreto en latín de R. Widl. Lleva por número KV 38. Como el nombre sugiere, la ópera se basa en la mitología griega tal como la relata el poeta romano Ovidio en su obra maestra Las metamorfosis.
Según el mito, Jacinto murió accidentalmente al ser golpeado en la cabeza por un disco lanzado por Apolo. Sin embargo, otro mito dice que fue el dios del viento, Céfiro quien fue realmente responsable de la muerte de Jacinto debido a que Céfiro, por celos, sopló el disco para herir y matar a Jacinto. Cuando él murió, Apolo hizo que floreciera el jacinto de su sangre vertida. El libretista Rufinus Widl, un sacerdote, modificó la historia de Ovidio (en la que Apolo, Céfiro y Jacinto claramente constituyen un triángulo amoroso homosexual) para que estuviera conforme a los estándares sociales de su propia época, al cambiar al personaje sexualmente deseado de Jacinto de Ovidio a Melia, su hermana.

## Historia
Esta es la verdadera primera ópera que compuso Mozart, a los once años de edad, pues la anterior, Die Schuldigkeit des ersten Gebotes, es considerada un drama sacro. Apolo y Jacinto es un intermedio musical dentro del estilo de la ópera barroca italiana. Surgió por encargo de la Universidad de Salzburgo, como complemento musical a una tragedia que se iba a representar al final del curso, el drama escolástico Clementia Croesi (La clemenza di Creso). Fue estrenada el 13 de mayo de 1767 en el Aula Magna de la Universidad de Salzburgo.
En aquella primera ocasión, cantaron niños de entre doce y 17 años, incluido el papel femenino de Melia, y un joven de veinte años para el papel de Ébalo. Después de aquella primera representación, la obra cayó en el olvido, recuperándose ya en el siglo XX: 29 de abril de 1922 en Rostock, Alemania. Suele representarse en traducción al alemán y a menudo adaptada.
Esta ópera se representa poco; en las estadísticas de Operabase aparece la n.º 179 de las óperas representadas en 2005-2010, siendo la 28.ª en Austria y la decimosexta de Mozart, con 17 representaciones en el período.

## Personajes
| Personaje                     | Tesitura     | Reparto del estreno 13 de mayo de 1767 (Director: - ) |
| ----------------------------- | ------------ | ----------------------------------------------------- |
| Oebalus, rey de Lacedemonia   | tenor        | Mathias Stadler                                       |
| Melia, hija de Oebalus        | niño soprano | Felix Fuchs                                           |
| Hyacinthus, hijo de Oebalus   | niño soprano | Christian Enzinger                                    |
| Apollo                        | niño alto    | Johann Ernst                                          |
| Zephyrus, amigo de Hyacinthus | niño alto    | Joseph Vonterthon                                     |
| Primer sacerdote de Apollo    | bajo         | Joseph Bründl                                         |
| Segundo sacerdote de Apollo   | bajo         | Jakob Moser                                           |

## Argumento

### Acto I
La acción se desarrolla en Esparta, en la Grecia antigua. El intermedio comienza por un breve recitativo. El rey Ébalo de Lacedemonia y su hijo, Jacinto, están preparando un sacrificio al dios Apolo. Céfiro, que no aprecia a Apolo, pretende que los sacrificios se hagan también a otros dioses. Las palabras de Céfiro enojan a Apolo, un breve coro cantado en el honor insatisfecho del dios. El altar es golpeado por un rayo que derrama el vino del sacrificio, extingue el fuego y dispersas todas las cosas. Su hijo Jacinto no está preocupado, le asegura la benevolencia del dios (Aria: Saepe tarrent numina), lo que se ve confirmado por la aparición de Apolo (Aria: Iam pastor Apollo), disfrazado como un pastor. Apolo ofrece su amistad al joven Jacinto y ama a su hermana, Melia. Dice que se quiere casar con Melia, la hermana de Jacinto.

### Acto II
Apolo corteja a Melia, hija del rey, y ésta le corresponde. "En nuestra casa está uno de los dioses", dice Ébalo. Melia pregunta dónde está Apolo, él le dice que fue a lanzar el disco en el prado con Jacinto y Céfiro. Melia queda destrozada cuando Céfiro entra para relatar que Apolo ha matado a Jacinto con un disco. Ébalo sale en busca de su hijo. En un aparte, celoso, Céfiro admite haber matado a Jacinto, y declara su amor por Melia (Aria: En! duos conspicis). Apolo, castigándolo del asesinato de Jacínto y por inculparle, lo transforma en viento, luego, Apolo declaróle su amor a Melia, pero ella confundida por la acusación de Céfiro y por el castigo, rechaza al dios (Duetto: Discede crudelis).

### Acto III
Como resultado, Jacinto consigue identificar a Céfiro como su asesino a su padre y expira. Ébalo le explica a Melia que Céfiro mató a su hermano, y ellos sienten temor de haber ofendido permanentemente a Apolo, que tiene que proteger el reino. Padre e hija cantan un dúo de gran dolor ("¡Ay, qué día de catástrofe!") que afecta tanto a Apolo que él transforma el cuerpo del muchacho en la flor del jacinto. Perdona a Ébalo, y reafirma su amor por Melia. El rey concede la mano de Melia a Apolo; cada uno de ellos expresa su alegría en un trío final.

## Instrumentación
Utiliza una orquesta con cuerda, 2 oboes y 2 trompas. Y, para los recitativos secos, clave y violonchelo.

## Estructura musical
La ópera se divide en tres partes: un prólogo y dos coros. La partitura consiste en una Entrada, una escena de conjunto, un terceto, dos duetos y cinco arias. Los dúos son lo más interesante de la obra; el dúo para soprano y tenor dueto Natus cadit es un elegante fragmento que Mozart inserta posteriormente para el andante de su sinfonía en fa mayor KV 43, del mismo año. En cuanto a las arias, presentan ya una estructura tripartita, más moderna que la bipartita.

### Prólogo (Acto I)
- Entrada (Obertura)
- N.º 1 Coro (con sólo de Oebalus) Numen o Latonium (Coro, Oebalus)
- N.º 2 Aria Saepe terrent Numina (Hyacinthus)
- N.º 3 Aria Jam Pastor Apollo (Apollo)

### Chorus Imus(Acto II)
- N.º 4 Aria Laetari, iocari (Melia)
- N.º 5 Aria En! duos conscipis (Zephyrus)
- N.º 6 Dúo Discede crudelis! (Melia, Apollo)

### Chorus IIdus(Acto III)
- N.º 7 Aria Ut navis in aequore luxuriante (Oebalus)
- N.º 8 Dúo Natus cadit, atque Deus (Oebalus, Melia)
- N.º 9 Trío Tandem post turbida fulmina (Apollo, Melia, Oebalus)

## Discografía
| Año  | Elenco: Oebalus, Melia, Hyacinthus, Apollo, Zephyrus                                            | Director, Teatro de ópera y orquesta                                            | Discográfica                        |
| ---- | ----------------------------------------------------------------------------------------------- | ------------------------------------------------------------------------------- | ----------------------------------- |
| 1981 | Anthony Rolfe-Johnson, Arleen Augér, Edith Mathis, Cornelia Wulkopf, Hanna Schwarz              | Leopold Hager, Orquesta del Mozarteum de Salzburgo, Coro de Cámara de Salzburgo | Philips                             |
| -    | Markus Schäfer, Christian Fliegner,. Sebastian Pratschke, Christian Günther, Philipp Cieslewicz | Gerhard Schmidt-Gaden, Coro de niños de Tölz, Conjunto Barroco de Limoges       | Pavane Records Prestige ADW 7236/37 |